# Márcio Augusto da Silva Barbosa
Márcio Augusto da Silva Barbosa, noto anche con lo pseudonimo di Marcinho (Belford Roxo, 16 maggio 1995), è un calciatore brasiliano, attaccante del Kawasaki Frontale.

## Carriera

### Club

#### Gli inizi
Nato a Belford Roxo, nello stato di Rio de Janeiro, Marcinho è cresciuto nel settore giovanile del Coritiba, prima di essere notato dagli osservatori del Novo Hamburgo nel 2015. Ha esordito in prima squadra il 1º febbraio 2015, subentrando nel secondo tempo nel pareggio casalingo per 2-2 contro l'Aimoré nel Campionato Gaúcho.
Realizza la sua prima rete il 4 febbraio 2015, andando a segni nei minuti finali della partita terminata con la vittoria per 2-1 in trasferta contro la Juventude. Chiude la stagione con tre gol e 14 presenze.

#### Internacional

##### I prestiti a Ypiranga e Brasil de Pelotas
A metà del 2015, viene ceduto all'Internacional, dove gioca con la formazione Under-20. Il 30 agosto 2016 viene girato in prestito allo Ypiranga-RS fino al termine della stagione del Campeonato Brasileiro Série C.
Il 19 gennaio 2017 viene nuovamente girato in prestito, questa volta al Brasil de Pelotas, formazione militante nella seconda divisione brasiliana, firmando un contratto annuale. Qui parte spesso da titolare, e al termine della stagione realizza cinque gol in 32 presenze.

##### Stagione 2018
Il 22 dicembre 2017 ha prolungato il suo contratto fino al 2020 ed è rientrato dal prestito. Esordisce con l'Internacional il 21 gennaio 2018, partendo da titolare nella sconfitta in trasferta per 3-0 contro la sua ex squadra, il Novo Hamburgo.
Dopo gli arrivi di Jonathan Álvez e Paolo Guerrero, Marcinho, che era già una riserva, non ha trovato spazio sotto la guida di Odair Hellmann.

##### In prestito al Fortaleza
Il 22 maggio 2018 viene ceduto in prestito al Fortaleza in seconda divisione, fino al termine della stagione. Ha contribuito con tre gol in 25 presenze al ritorno della squadra in massima serie dopo un'assenza di 13 anni e ha annunciato di voler lasciare il club il 2 gennaio 2019.
Il 7 febbraio 2019, invece, è rimasto ancora in prestito fino alla fine dell'anno.

#### Kawasaki Frontale
Il 13 agosto 2021 viene acquistato dal Kawasaki Frontale.

## Statistiche

### Presenze e reti nei club
Statistiche aggiornate al 13 agosto 2021.
| Stagione               | Squadra                | Campionato             | Campionato | Campionato | Coppe nazionali | Coppe nazionali | Coppe nazionali | Coppe continentali | Coppe continentali | Coppe continentali | Altre coppe | Altre coppe | Altre coppe | Totale | Totale |
| Stagione               | Squadra                | Comp                   | Pres       | Reti       | Comp            | Pres            | Reti            | Comp               | Pres               | Reti               | Comp        | Pres        | Reti        | Pres   | Reti   |
| ---------------------- | ---------------------- | ---------------------- | ---------- | ---------- | --------------- | --------------- | --------------- | ------------------ | ------------------ | ------------------ | ----------- | ----------- | ----------- | ------ | ------ |
| 2015                   | Novo Hamburgo          | A/RS                   | 14         | 3          |                 | -               | -               |                    | -                  | -                  |             | -           | -           | 14     | 3      |
| 2016                   | Ypiranga-RS            | C                      | 3          | 0          |                 | -               | -               |                    | -                  | -                  |             | -           | -           | 3      | 0      |
| 2017                   | Brasil de Pelotas      | A/RS+B                 | 10+32      | 2+5        |                 | -               | -               |                    | -                  | -                  |             | -           | -           | 42     | 7      |
| 2018                   | Internacional          | A/RS+A                 | 8+0        | 0          | CB              | 3               | 0               |                    | -                  | -                  |             | -           | -           | 11     | 0      |
| 2018                   | Fortaleza              | B                      | 25         | 3          |                 | -               | -               |                    | -                  | -                  |             | -           | -           | 25     | 3      |
| 2019                   | Fortaleza              | PD/CE+A                | 6+8        | 1+2        | CB              | 2               | 0               |                    | -                  | -                  |             | -           | -           | 16     | 3      |
| Totale Fortaleza       | Totale Fortaleza       | Totale Fortaleza       | 39         | 6          |                 | 2               | 0               |                    | -                  | -                  |             | -           | -           | 41     | 6      |
| 2019                   | Chongqing Lifan        | CSL                    | 10         | 0          |                 | -               | -               |                    | -                  | -                  |             | -           | -           | 10     | 0      |
| 2020                   | Chongqing Lifan        | CSL                    | 16         | 1          | CC              | 1               | 1               |                    | -                  | -                  |             | -           | -           | 17     | 2      |
| Totale Chongqing Lifan | Totale Chongqing Lifan | Totale Chongqing Lifan | 26         | 1          |                 | 1               | 1               |                    | -                  | -                  |             | -           | -           | 27     | 2      |
| 2021                   | Kawasaki Frontale      | J1                     | 0          | 0          |                 | -               | -               |                    | -                  | -                  |             | -           | -           | 0      | 0      |
| Totale carriera        | Totale carriera        | Totale carriera        | 132        | 17         |                 | 6               | 1               |                    | -                  | -                  |             | -           | -           | 138    | 18     |

## Palmarès

### Club

#### Competizioni nazionali
- Campeonato Brasileiro Série B: 1

Fortaleza: 2018
- Campionato giapponese: 1

Kawasaki Frontale: 2021
- Coppa dell'Imperatore: 1

Kawasaki Frontale: 2023
- Supercoppa del Giappone: 1

Kawasaki Frontale: 2024

#### Competizioni statali
- Campionato Cearense: 1

Fortaleza: 2019

#### Competizioni regionali
- Copa do Nordeste: 1

Fortaleza: 2019

### Individuale
- Squadra del campionato giapponese: 1

2022